# Philipp Lotmar
Philipp Lotmar (Francoforte sul Meno, 8 settembre 1850 – Berna, 29 maggio 1922) è stato un giurista tedesco esponente della pandettistica.
Fu professore di diritto romano presso la facoltà di diritto dell'Università di Berna dal 1888 fino alla sua morte, avvenuta nel 1922, e durante questi 34 anni fu decano quattro volte e rettore una volta (a 47 anni, dal 1897 al 1898). 
Lotmar conseguì il dottorato nel 1875 con una tesi "Sulla causa nel diritto romano” (Über causa im römischen Recht) presso l'Università di Monaco sotto la guida di uno dei più grandi pandettisti, Alois von Brinz (1820–1887). Nel 1876 completò l'abilitazione sulla legis actio sacramenti in rem presso la stessa università. Nonostante ciò la sua opera di maggior successo non riguarda il diritto romano ma il diritto del lavoro ed è la monografia in due volumi “Il contratto di lavoro secondo il diritto privato dell’Impero tedesco” (Der Arbeitsvertrag nach dem Privatrecht des Deutschen Reiches) pubblicata nel 1902 e nel 1908, che ricevette elogi da Max Weber considerata un "risultato completo". Per il suo impegno nel diritto del lavoro gli fu conferito il 21 marzo 1921 il dottorato onorario presso la Facoltà di Giurisprudenza di Colonia ed è considerato uno dei padri fondatori della moderna materia del diritto del lavoro in Europa «aprendo la via a questa nuova branca del diritto, destinata a grandi sviluppo nel Novecento».
Lotmar diede anche un importante contributo alla città di Berna. Ad esempio, fu l'unico professore universitario a partecipare alla sfilata del Primo Maggio con un nastro rosso. È anche significativo che fece una notevole impressione nel pittore Paul Klee, compagno di scuola di suo figlio Fritz, per il suo entusiasmo nel sostenere la rivoluzione russa del 1905.
Lotmar morì prima di poter completare e pubblicare la sua ultima opera, "La legge romana dell'errore" (Das römische Recht vom error), che lui stesso considerava il suo principale risultato letterario. Egli lavorò a questa monografia per diversi anni scrivendo a mano 2000 pagine. L'opera è stata pubblicata postuma nel 2019.